# پیتر گودریچ
پیتر گودریچ (به انگلیسی: Peter Goodrich) استاد حقوق در بنیامین کاردوزو دانشکده حقوق دانشگاه یشیوا است. او سردبیر حقوق و ادبیات و همچنین در هیئت تحریریه حقوق و نقد خدمت می‌کند. او یکی از ویراستارهای سری کتاب‌های حقوق‌شناسی انتقادی «گفتمان‌های حقوق» است که توسط روتلج منتشر می‌شود. گودریچ یکی از هیئت علمی مؤسس دانشکده حقوق بیرکبک است.
گودریچ از سال ۲۰۰۰ در دانشکده حقوق کاردوزو است و دروسی در زمینه قراردادها، فقه، فیلم و قانون، جنسیت و قانون تدریس می‌کند. او کارشناسی حقوقش را در سال ۱۹۷۵ از دانشگاه شفیلد بدست آورد و دکترایش را در سال ۱۹۹۴ از دانشگاه ادینبرو با تز «گفتمان‌های قانونی: مطالعات در زبان‌شناسی، لفاظی و آنالیزهای قانونی» گرفت. این البته توسط انتشارات مک‌میلان در سال ۱۹۸۷ در لندن منتشر شد. کار علمی او به‌طور گسترده با سؤال در حقوق، فقه، تاریخ، مؤسسه، فصاحت و بلاغت و زیبایی‌شناسی درگیر است.

## تک‌نگاره
- Reading the Law: A Critical Introduction to Legal Method and Techniques. Oxford: B. Blackwell (1986). شابک ‎۹۷۸۰۶۳۱۱۴۶۲۹۲.
- Legal Discourse: Studies in Linguistics, Rhetoric and Legal Analysis. London: Macmillan (1987). شابک ‎۹۷۸۰۳۳۳۵۱۵۸۴۶.
- Languages of Law: From Logics of Memory to Nomadic Masks. London: Weidenfeld and Nicolson (1990). شابک ‎۹۷۸۰۲۹۷۸۲۰۰۹۳.
- Oedipus Lex: Psychoanalysis, History, Law. Berkeley: University of California Press (1995). شابک ‎۹۷۸۰۵۲۰۰۸۹۹۰۷.
- Law in the Courts of Love: Literature and Other Minor Jurisprudences. London: Routledge (1996). شابک ‎۰۴۱۵۰۶۱۶۵۲.
- The Laws of Love: A Brief Historical and Practical Manual. Basingstoke: Palgrave Macmillan (2006). شابک ‎۹۷۸۱۳۴۹۲۸۳۱۱۸.
- Legal Emblems and the Art of Law: Obiter Depicta as the Vision of Governance. New York: Cambridge University Press (2013). شابک ‎۹۷۸۱۱۰۷۰۳۵۹۹۷.
- Imago Decidendi: On the Common Law of Images. Leiden: Brill (2017). شابک ‎۹۷۸۹۰۰۴۳۵۴۳۳۳
- Schreber's Law: Jurisprudence and Judgment in Transition. Edinburgh: Edinburgh University Press (2018). شابک ‎۹۷۸۱۴۷۴۴۲۶۵۶۵.

## آثار منتخبی که در ویرایش آنها سهیم بوده است
- (edited with Costas Douzinas and Yifat Hachamovitch) Politics, Postmodernity and Critical Legal Studies: The Legality of the Contingent, Routledge, 1994, شابک ‎۹۷۸−۰−۴۱۵−۰۸۶۵۱−۶.
- (edited with Mariana Valverde) Nietzsche and Legal Theory: Half-Written Laws, Routledge, 2005, شابک ‎۹۷۸−۰۴۱۵۹۵۰۷۹۴.
- (edited with Lior Barshack) Law Text Terror, Routledge-Cavendish, 2006, شابک ‎۹۷۸−۱۸۴۵۶۸۰۶۱۹.
  - Note: a paperback edition followed six months later, with Anton Schutz as a third editor. شابک ‎۹۷۸−۱۹۰۴۳۸۵۲۵۷
- (edited with Valérie Hayaert) Genealogies of Legal Vision, Routledge, 2016, شابک ‎۹۷۸−۱۳۱۷۶۸۳۸۹۶.